# Xiphocentron moncho
Xiphocentron moncho är en nattsländeart som beskrevs av Munoz-quesada och Ralph W. Holzenthal 1997. Xiphocentron moncho ingår i släktet Xiphocentron och familjen Xiphocentronidae. Inga underarter finns listade i Catalogue of Life.